# Giovanni Jervis
Giovanni Jervis (Firenze, 25 aprile 1933 – Roma, 2 agosto 2009) è stato uno psichiatra italiano.

## Biografia
Suo padre Guglielmo Jervis, fu dirigente della Olivetti, membro della resistenza italiana durante la seconda guerra mondiale e medaglia d'oro al valor militare alla memoria. 
Si avvicinò alla psicoanalisi attraverso il libro di Enzo Bonaventura La psicoanalisi (Milano 1938), al quale seguirono lunghe letture di Freud.
Nel 1957 Jervis si laureò in medicina all'Università di Firenze e conseguì la specializzazione in neurologia e psichiatria nel 1960 a Roma.
Dal 1959 al 1963 collaborò con l'antropologo Ernesto De Martino in ricerche sul tarantismo pugliese e sul tema psicopatologico e culturale della fine del mondo. Nel 1968 ottenne la libera docenza in psichiatria.
Dal 1966 al 1969 lavorò nella comunità terapeutica di Gorizia, collaborando con lo psichiatra Franco Basaglia; durante gli anni settanta fu poi direttore del Centro di igiene mentale della Provincia di Reggio Emilia, un servizio territoriale alternativo al ricovero in ospedale psichiatrico in cui lavorò Giorgio Antonucci. 
Da tali esperienze nacque in parte la sua posizione, condivisa da altri studiosi e che vide come principale promotore proprio Franco Basaglia, sulla necessità di chiudere i manicomi.
Dal 1977, un anno prima della promulgazione della Legge Basaglia, lasciò l'ospedale per diventare docente universitario alla Sapienza di Roma, attività che mantenne fino alla morte.
Presentò in Italia diverse ricerche psichiatriche e anti-psichiatriche inglesi e sudafricane (e di autori quali Herbert Marcuse, Roland Laing, Dennis Chapman ecc.) e fu autore egli stesso di numerosi libri sulla psicoanalisi. Il suo Manuale critico di psichiatria fu ristampato continuamente dal 1975 al 1997.
Ha analizzato da diverse angolature il tema dell'autorità, della depressione e delle illusioni, e soprattutto dell'identità. Nel suo lavoro La conquista dell'identità, sostiene che la ricerca dell'identità va collegata al quadro storico attuale, che vede il dissolversi dei modelli ereditati dalla famiglia e dalla tradizione, e che questa ricerca è caratterizzata dal fatto che i suoi esiti non sono scontati. Si può assistere a profonde diseguaglianze o all'apertura di nuove possibilità di identità.

## Opere
- Prefazione a Carl Gustav Jung, Il problema dell'inconscio nella psicologia moderna, Torino: Einaudi, 1959 ISBN 88-06-13551-1
- "Considerazioni neuropsichiatriche sul tarantismo", in Ernesto De Martino, La terra del rimorso, Milano: Il Saggiatore, 1961
- Prefazione a Herbert Marcuse, Eros e civiltà, Torino: Einaudi, 1964 ISBN 88-06-15900-3
- Introduzione e traduzione di August Belmont Hollingshead e Fredrick Carl Redlich, Classi sociali e malattie mentali, Torino: Einaudi, 1965
- "Gli psichiatri e la politica", in Quaderni Piacentini, 32, 1967
- Prefazione a Psicoanalisi e metodo scientifico: tredici interventi, a cura di Sidney Hook, Torino: Einaudi, 1967
- Prefazione a Carlo Collodi, Le avventure di Pinocchio, Torino: Einaudi, 1968 ISBN 88-06-16373-6
- Nota introduttiva a Dennis Chapman, Lo stereotipo del criminale, Torino: Einaudi, 1971
- Prefazione a Frantz Fanon, Opere scelte, a cura di Giovanni Pirelli, 2 voll., Torino: Einaudi, 1971
- Prefazione a Dialettica della liberazione, a cura di David Cooper, Torino: Einaudi, 1972
- Introduzione a Theodor Adorno (e altri), La personalità autoritaria, Milano: Ed. di Comunità, 1973
- Manuale critico di psichiatria, Milano: Feltrinelli, 1975 e seguenti ISBN 88-07-22309-0
- Prefazione a Thomas J. Scheff, Per infermità mentale: una teoria sociale della follia, Milano: Feltrinelli, 1976
- Prefazione a David H. Clark, Psichiatria e teoria sociale: salute mentale e nuova assistenza, Milano: Feltrinelli, 1976
- Il buon rieducatore: scritti sugli usi della psichiatria e della psicanalisi, Milano: Feltrinelli, 1977
- Introduzione a Giancarlo Arnao, Erba proibita: rapporto su hashish e marjhuana, Milano: Feltrinelli, 1979, 19822 ISBN 88-07-59005-0
- Cura di I diritti del malato: guida critica alla conoscenza e all'uso dell'ospedale civile, Milano: Feltrinelli, 1979
- Presenza e identità: lezioni di psicologia, Milano: Garzanti, 1984 ISBN 88-11-67460-3
- Intervento in Susan Sontag, Malattia come metafora, Torino: Einaudi, 1989 ISBN 88-06-12821-3
- La psicanalisi come esercizio critico, Milano: Garzanti, 1989 ISBN 88-11-59840-0
- Fondamenti di psicologia dinamica: un'introduzione allo studio della vita quotidiana, Milano: Feltrinelli, 1993 ISBN 88-07-10166-1
- Sopravvivere al millennio, Milano: Garzanti, 1995 ISBN 88-11-65235-9
- Freud, Roma: NIS, 1996 (con Giorgio Bartolomei) ISBN 88-430-0400-X; Roma: Carocci, 2001 ISBN 88-430-1839-6
- La conquista dell'identità: essere se stessi, essere diversi, Milano: Feltrinelli, 1997 ISBN 88-07-47014-4
- Cura di Il secolo della psicoanalisi, Torino: Bollati Boringhieri, 1999 ISBN 88-339-1203-5
- Cura di La bottega della psichiatria: dialoghi sull'operare psichiatrico a vent'anni dalla legge 180, Torino: Bollati Boringhieri, 1999 (con Antonio Maria Ferro) ISBN 88-339-5614-8
- Prime lezioni di psicologia, Roma-Bari: Laterza, 1999 ISBN 88-420-5858-0
- Psicologia dinamica, Bologna: Il Mulino, 2001 ISBN 88-15-08234-4
- La depressione, Bologna: Il Mulino, 2002 ISBN 88-15-08479-7
- Individualismo e cooperazione: psicologia della politica, Roma-Bari: Laterza, 2002 ISBN 88-420-6791-1; Milano: Sole24Ore, 2010
- Contro il relativismo, Roma-Bari: Laterza, 2005 ISBN 88-420-7640-6
- Pensare dritto, pensare storto: introduzione alle illusioni sociali, Torino: Bollati Boringhieri, 2007 ISBN 978-88-339-1783-2
- La razionalità negata: psichiatria e antipsichiatria in Italia, Torino: Bollati Boringhieri, 2008 (con Gilberto Corbellini) ISBN 978-88-339-1912-6